# 东京城市航站楼
东京城市航站楼（日语：／ Tōkyō shiti ea tāminaru */?）是位于日本东京都，由东京机场交通营运的一个巴士车站。该设施位于中央区日本桥箱崎町，箱崎系统立交桥（首都高向岛线和深川线的三向交汇处）之下，位于水天宫东南三个街区。T-CAT是连接成田国际机场和东京国际机场的主要门户。
T-CAT运营公司的主要股东包括日本机场航站楼有限公司、京急急行电铁、三菱地所、东京机场交通、京成电铁、机场设施有限公司。

## 历史

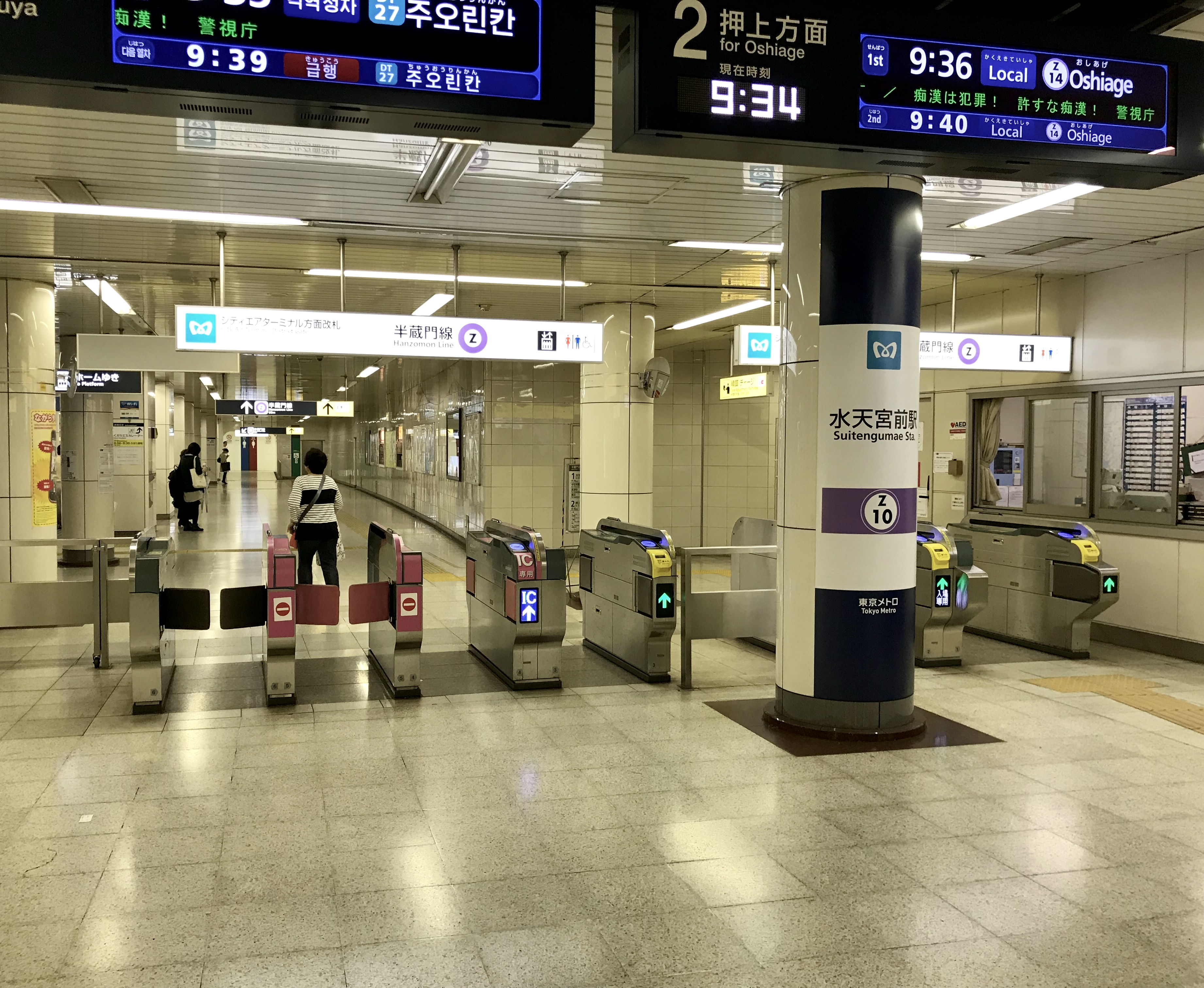
航站楼登机门处

T-CAT为新东京国际机场的配套设施，于1978年投入使用。由于成田机场距东京距离达66公里，故在2001年9月前曾设置值机设施以为旅客提供便利。 T-CAT也曾一度设有出境检查预检柜台，供旅客办理出境手续，然后旅客可通过特殊通道绕过成田海关进入候机区。

## 配置

### 信息和票务
一楼的旅游信息中心供旅客调阅旅游信息和各种手册。旅客可在一楼（地下）购买羽田机场方向的车票，或在三楼购买成田机场方向的车票。

### 闸门
三楼的登机口用于接驳成田机场公车，而一楼登机口则用于接驳羽田机场公车。二者抵达区皆设于一楼。

### 零售
航站楼内设有自动取款机、邮局、货币兑换处、理发店、租车柜台和牙医诊所等设施。T-CAT另有11家餐厅入驻，提供日料、西餐和中餐。

## 接驳交通
在半藏门线的水天宫前站，一条直通地下通道将 T-CAT 与东京地铁连接起来。距离东京地铁日比谷线人形町站A1 出口、都营浅草线人形町站 A3 出口和东京地铁东西线茅场町站4b 出口也很近。